# Parlamentswahl in Gibraltar 2000
- GSLP: 5
- LPG: 2
- GSD: 8

Die Parlamentswahl in Gibraltar 2000 fand am 10. Februar des Jahres statt.

## Ergebnis
Sie wurde von den Gibraltar Social Democrats (GSD) von Peter Caruana gewonnen, die 58,35 % der Stimmen und 8 der 15 verfügbaren Sitze übernahmen und damit zum zweiten Mal in Folge den Sieg davontrugen. Die Gibraltar Socialist Labour Party (GSLP) und die Liberal Party of Gibraltar (LPG) bildeten zum ersten Mal das Wahlbündnis GSLP–Liberal Alliance.
| Parlamentswahl von Gibraltar 2000 | Parlamentswahl von Gibraltar 2000 | Parlamentswahl von Gibraltar 2000 | Parlamentswahl von Gibraltar 2000 | Parlamentswahl von Gibraltar 2000 | Parlamentswahl von Gibraltar 2000 | Parlamentswahl von Gibraltar 2000 | Parlamentswahl von Gibraltar 2000 | Parlamentswahl von Gibraltar 2000 |
| Partei                            | Partei                            | Partei                            | Partei                            | Stimmen                           | %                                 | ±                                 | Sitze                             | ±                                 |
| --------------------------------- | --------------------------------- | --------------------------------- | --------------------------------- | --------------------------------- | --------------------------------- | --------------------------------- | --------------------------------- | --------------------------------- |
|                                   | Gibraltar Social Democrats        | Gibraltar Social Democrats        | Gibraltar Social Democrats        | 67.443                            | 58,35 %                           | ▲6,15 %                           | 8                                 | ▬                                 |
|                                   | Alliance                          |                                   | Gibraltar Socialist Labour Party  | 29.610                            | 25,62 %                           | ▼17,33 %                          | 5                                 | ▼2                                |
|                                   | Alliance                          | Liberal Party *                   | 17.286                            | 14,95 %                           | ▲10,27 %                          | 2                                 | ▲2                                |                                   |
|                                   | Alliance                          | Alliance Gesamt                   | 46.896                            | 40,57 %                           | Neu                               | 7                                 | Neu                               |                                   |
|                                   | Unabhängige                       | Unabhängige                       | Unabhängige                       | 1.250                             | 1,08 %                            |                                   | 0                                 |                                   |
| Gesamt                            | Gesamt                            | Gesamt                            | Gesamt                            | 115.589                           | 100 %                             |                                   | 15                                | ▬                                 |